# جيسي فيسل
جيسي فيسل (بالسويدية: Jessie Wessel)‏ هي ممثلة سويدية، ولدت في 13 أبريل 1894 في Linköping Cathedral Congregation ‏ في السويد، وتوفيت في 23 أغسطس 1948.

## وصلات خارجية
- جيسي فيسل على موقع IMDb (الإنجليزية)
- جيسي فيسل على موقع قاعدة بيانات الأفلام السويدية (السويدية)